# Burmagomphus inscriptus
Burmagomphus inscriptus – gatunek ważki z rodziny gadziogłówkowatych (Gomphidae). Występuje na indonezyjskiej wyspie Jawa.